# Geometroidea
Geometroidea là một liên họ bướm đêm thuộc bộ Lepidoptera. Liên họ này gồm các họ Geometridae, Uraniidae, và Sematuridae (Minet and Scoble, 1999).

## Hình ảnh

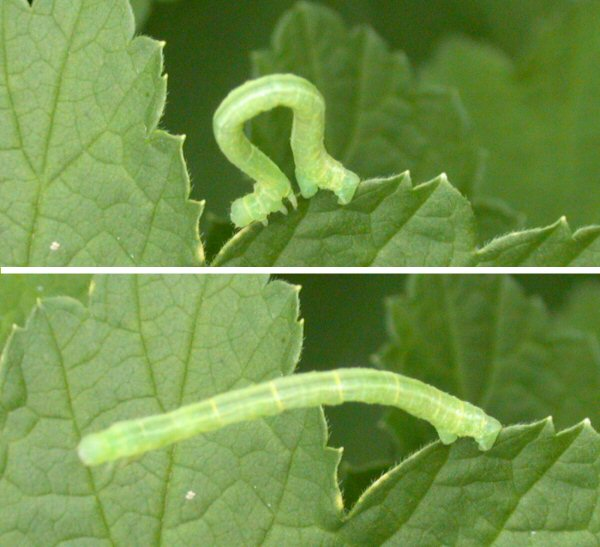
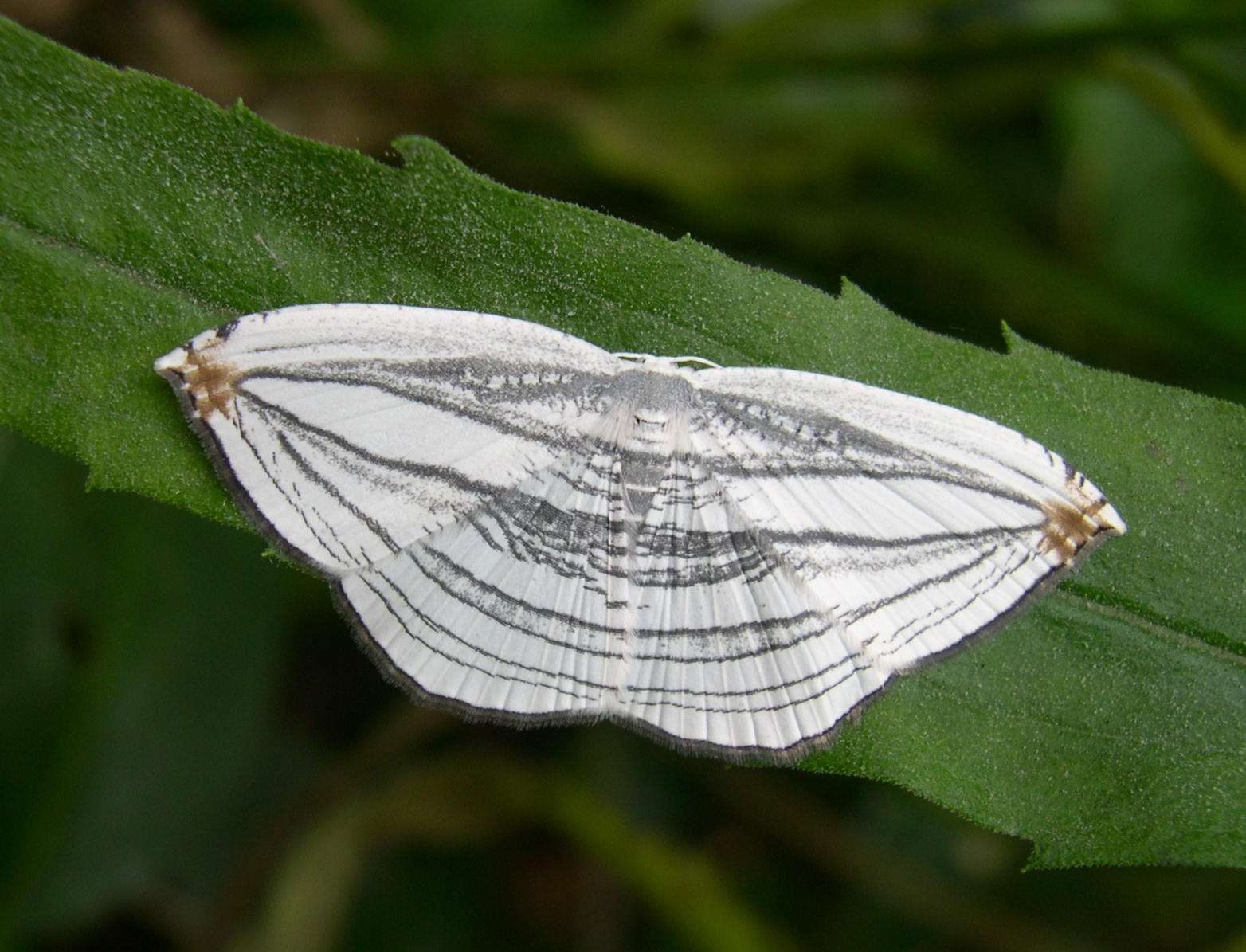